# Simpsonichthys cholopteryx
Simpsonichthys cholopteryx es un pez de la familia de los rivulinos en el orden de los ciprinodontiformes.

## Distribución geográfica
Se encuentran Sudamérica: Brasil.